# Frankie Ruiz
José Antonio Torresola Ruiz (Paterson, 10 de marzo de 1958-Newark, 9 de agosto de 1998), conocido artísticamente como Frankie Ruiz, fue un músico, cantante, compositor y director musical estadounidense de origen puertorriqueño. Es considerado como uno de los exponentes más influyentes en la historia de la salsa romántica. 
Se inició como cantante en la orquesta de Charlie López , cantando los temas «Borinquen» y «Salsa buena», este último de su autoría. Luego integró La Solución de Roberto Rivera; con ellos grabó dos álbumes y comenzó a ganar fama internacional con los temas «La rueda», «La fiesta no es para feos», «La vecina» y más. Desde 1981, pasó a formar parte de la orquesta de Tommy Olivencia, La Primerísima, en donde confirmaría la popularidad ganada unos años atrás. En esta etapa, grabó tres álbumes con canciones como «Primero fui yo», «Viajera», «¿Cómo lo hacen?», «Pancuco», «Lo dudo» y otras. 
Para 1985 se vuelve cantante solista y graba para el sello TH Rodven Records, en donde obtuvo diversos premios y el reconocimiento mundial, álbumes como Solista..., pero no solo, Voy pa' encima, Mi libertad, Puerto Rico, soy tuyo y más. Los temas «La cura», «Voy pa' encima», «Ironía», «Mi libertad», «Mirándote», «Para darte fuego» son solo algunos de sus éxitos como solista.
En 1998, se publicó su sencillo «Vuelvo a nacer» y dirigió la producción musical de su hermano Viti Ruiz Una cara bonita. Colaboró en el tema homónimo del álbum. Su última aparición pública fue en el Madison Square Garden, el 11 de julio de ese año, en donde participó su hermano Viti Ruiz y amigos como Héctor Tricoche, Tito Nieves, Los Hermanos Moreno y más artistas. 
Falleció el 9 de agosto de 1998, en Nueva Jersey, a los 40 años de edad a consecuencia de la cirrosis hepática que le aquejaba desde hacía un tiempo. Su cuerpo descansa actualmente en el Fair Lawn Memorial Cemetery en Paterson, Nueva Jersey, a pocos metros de su hermano Junito Ruiz, fallecido en 1995.
Tuvo tres hermanos: Juan Félix Ruiz (Junito Ruiz), Víctor Ruiz (Viti Ruiz) y Nelson Ruiz.

## Biografía

### Primeros años e inicios en la música (1958-1973)
Frankie Ruiz nació el 10 de marzo de 1958 en el Saint Joseph Hospital de Paterson, Nueva Jersey. En algunos textos se puede encontrar que su verdadero nombre fue José Antonio Ruiz Negrón, ya que creció con los apellidos de sus abuelos, Emilio Ruiz y Concepción Negrón, dos puertorriqueños naturales de Balboa barrio de Mayagüez, Puerto Rico. Que lo firmaron cuando su mamá Hilda Estrella Ruiz, que con tan solo quince años, lo tuvo con un señor llamado Francisco Torresola, que abandonó a Frankie al nacer. Su hermano Víctor Rolando Pinto Ruiz, más conocido como Viti Ruiz, cuenta en una entrevista que su abuela junto a su madre fueron quienes criaron a Frankie: 

Porque mi mamá lo tuvo cuando tenía quince años, por eso mantuvo el apellido Ruiz, porque ella era menor. Tenemos el apellido de nuestra madre, «Ruiz», porque ella fue la que nos crio a Frankie, Junito y a mí, ella hizo de padre y de madre y quiero que le den el honor a mi madre Hilda Estrella Ruiz.
Viti Ruiz hablando sobre la crianza de Frankie.

Viti Ruiz también menciona que Frankie comenzó a cantar boleros y a tocar las cacerolas de la abuela a los siete años, mientras su hermano Junito Ruiz tocaba las tumbadoras: 

Frankie se crió en los nuyores, cuando la Fania estaba en su apogeo. Esa vena, con eso nacimos… En el parque Roberto Clemente de Paterson, New Jersey, los domingos se hacía rumba y todos los días se ensayaba, era sabroso.
Viti Ruiz hablando sobre los primeros años de Frankie.

Frankie asistió a la 25 School en Paterson, le gustaba el baloncesto, el béisbol y se entretenía viendo televisión. Pero la percusión y la interpretación de boleros eran su gran pasión. Desde su niñez empieza a cantar salsa y demuestra un talento precoz que lo ayuda a entrar en relación con músicos profesionales. Desde los siete años empieza cantando en la escena local y para esa época ya escuchaba la música de Ismael Rivera con Cortijo y también a los jóvenes Héctor Lavoe, Ismael Miranda, Ismael Quintana y más salseros de la época, estos influenciaron en su carrera como cantante. Con nueve años, tuvo su primera oportunidad profesional tras cantar con Johnny Albino (primera voz de Los Panchos y del Trío San Juan) en el club Montecarlo de Nueva Jersey. Su precoz talento para la música, en ese entonces la percusión, hizo que Frankie fuera subido como invitado a la tarima en una presentación de Tito Puente, ahí llegó a impresionar al reconocido Rey del Timbal, por lo que este le ragaló sus timbales.
Una noche de 1969, Frankie asistió a la Mina Bar de Union City para audicionar como bongosero en un ensayo para La Orquesta Nueva del pianista Charlie López, pero ante la ausencia de la voz principal de esta orquesta, obtiene su oportunidad como cantante interpretando el tema Muñeca compuesto por Eddie Palmieri y originalmente cantado por Ismael Quintana. Tras esto, Charlie lo coloca como cantante de la banda, iniciando así su carrera musical.
En 1971 y con trece años, Frankie al lado de Charlie López y La Orquesta Nueva, graba en 45 RPM los temas «Borinquen» y «Salsa buena» (única canción compuesta por Frankie a lo largo de su carrera), en ambos temas no solo canta, sino también hace coros y toca maracas. Para 1972, Frankie solo alcanzó a completar la secundaria, obsesionado, se introduce al mundo de la música a tiempo completo presentándose con La Orquesta Nueva a lo largo de 1972 y 1973; a la agrupación de Charlie López se le resultó difícil conseguir un contrato de grabación, debido al boom musical de la Fania All Stars, pero la orquesta permaneció unida tocando en algunos centros nocturnos.

### Viaje a Puerto Rico y etapa con Orquesta La Solución (1974-1980)
En 1974, se mudó junto a su madre y hermano Viti a Puerto Rico, estableciéndose en la residencia de su abuela en el barrio Balboa de Mayagüez. Con el tiempo se convirtió en hijo de la ciudad (a pesar de ser de Nueva Jersey). Entre 1975 y 1976, Frankie integró los grupos La Dictadura y La Moderna Vibración, en ambas agrupaciones realizó funciones de corista y cantante.

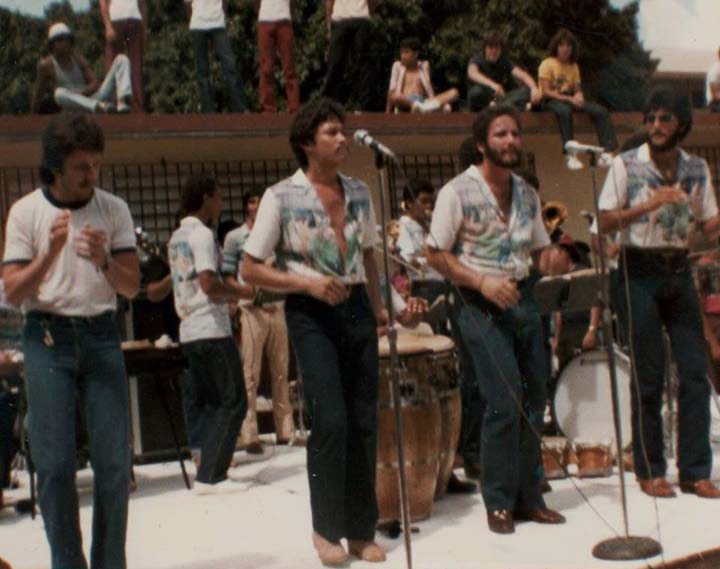
Orquesta La Solución con Frankie Ruiz

Es en Puerto Rico, donde Frankie Ruiz consolida su carrera musical integrando en 1977 la Orquesta La Solución de Roberto Rivera donde se encuentra como cantante colíder con tan solo diecinueve años; su madre Hilda Estrella era una fanática del grupo y apoyó a Frankie con su idea de integrar esta agrupación.

Su mamá (Hilda Estrella Ruiz) lo acompañó a un baile, me lo presentó y me pidió que lo dejara cantar. Yo le dije que no se podía porque el nene no sabía los números de la Solución, pero insistió tanto la señora que lo dejé treparse en los coros. Cuando yo lo escuché me gustó mucho el timbre y la tonalidad de su voz. Desde ese día se quedó con nosotros.
Roberto Rivera en una entrevista sobre cómo conoció a Frankie Ruiz.

Con La Solución graba su primera producción, Roberto Rivera y La Solución  publicado en 1979 bajo la producción de Rafael Viera «la Enciclopedia de la Salsa» para la compañía discográfica Performance Records, siendo reeditado posteriormente como Frankie Ruiz y La Solución, debido a la rápida fama que Frankie Ruiz estaba obteniendo. Este álbum fue remasterizado y volvió a ser publicado en el año 1996 con el título de Salsa buena. 
En 1980 se publicó su segundo álbum Orquesta La Solución, este disco, al igual que el anterior se convirtió en un éxito, destacando los temas «La fiesta no es para feos», «Salsa buena» (originalmente grabado en 1971 con Charlie López y La Orquesta Nueva), «Separemos nuestras vidas», «La vecina» y «La rueda»; con estas canciones comenzó a ganar fama internacional, iniciando viajes alrededor del mundo promocionando ambos álbumes. 
En ese mismo año (1980) y viviendo en Mayagüez, Hilda Estrella y Viti Ruiz sufren un accidente automovilístico en donde la madre del salsero pierde la vida. Tras la inesperada muerte de su madre Hilda Estrella, Frankie se introduce al mundo de las drogas, este suceso fue una de las desgracias que más dolor impregnó en la vida del cantante.
El estilo de Frankie fue tan exitoso que el otro cantante de La Solución, Jaime «Megüi» Rivera, cantó el tema «Una canita al aire» al estilo de Ruiz, en el álbum titulado ¡La solución!, para el sello LAD en el año 1981. Muchos piensan que es Frankie quien canta dicha canción, ya que su foto aparece en la carátula posterior del LP, pero la verdadera razón es que la compañía lanzó irresponsablemente la carátula con la foto de Frankie Ruiz; él estaba supuesto a cantar en este álbum pero no lo hizo ya que, según cuenta Roberto Rivera, Frankie comenzó a tomar atribuciones de director de orquesta por lo que fue separado de dicha agrupación:

Había mucho trabajo y Frankie tenía inquietudes de ser solista, entonces quería hacerlo a su manera, dirigir él la orquesta y eso no podía ser. Entonces se habló con la compañía, nos separamos e incorporamos a Papo Sánchez a La Solución con Megui Rivera, mi hermano que antes tocaba congas y pegó La canita al aire.
Roberto Rivera en una entrevista sobre cómo Frankie Ruiz se separó de La Solución.

### Etapa con Tommy Olivencia y su orquesta (1981-1985)
Ya en 1981, ingresa a la reconocida orquesta de Tommy Olivencia, La Primerísima, y grabó el disco Un Triángulo de Triunfo al lado del cantante Carlos Alexis, contando con los arreglos de Ray Santos y Máximo Torres; en este álbum destacan las canciones «Fantasía de un carpintero», «Primero fui yo» y «Cosas nativas», en la voz de Frankie Ruiz, mientras que «Misteriosa mujer» y «Los golpes enseñan» son cantados por Carlos Alexis.
Entre 1981 y 1983, el sello musical TH Rodven publicó dos discos titulados Primer Concierto de la Familia TH y Segundo Concierto de la Familia TH, que contó con los mejores artistas del sello discográfico. La orquesta de Tommy Olivencia interpretó los temas «Viajera» y «Que se mueran de envidia» respectivamente, en la voz de Frankie Ruiz. Estos temas se convirtieron rápidamente en éxitos musicales. 
En 1983, Olivencia publica el LP titulado Cantan: Frankie Ruiz & Carlos Alexis, del cual se desprenden los éxitos «Como una estrella», «No que no» y «¿Cómo lo hacen?», de autoría del reconocido cantante y compositor boricua Raúl Marrero.
Para 1985, lanza el álbum Celebrando otro aniversario con temas como «Pancuco», «Te estoy estudiando», «Aléjate de mí», el merengue «Aha-Uhum» y «Lo dudo», siendo esta última la que más éxito consiguió.
En 1986, se publicó el álbum Ayer, hoy, mañana y siempre, que es cantado por Héctor Tricoche y Paquito Acosta, este álbum estaba supuesto a ser cantado por Frankie Ruiz y los otros artistas mencionados, pero Frankie inició su carrera como solista un año antes. Incluso se dice que las canciones ya estaban grabadas con la voz de Frankie, pero se prefirió a las nuevas voces con el fin de promocionar dicho álbum; en algunos videos se puede ver a Frankie cantando el tema «Fiesta de besos» que en el álbum es interpretado por Héctor Tricoche.

### Etapa como solista (1985-1998)

#### 1985-1989: primeros discos como solista y consagración
En 1985 se vuelve solista y graba para el sello TH Rodven, su primer disco Solista..., pero no solo, este se coloca en los mejores lugares de los éxitos puertorriqueños y latinoamericanos con todas las canciones del álbum, de acá destacan temas como «Ahora me toca a mí», «Esta cobardía», «Tú con él» y «La cura» escrito por «Tite» Curet Alonso. Frankie Ruiz se convirtió en el primer artista en solitario en alcanzar el número uno en la lista de éxitos musicales de la revista estadounidense Billboard con su álbum debut Solista..., pero no solo, en 1986 gana el título de mejor disco en los Latin Music Awards de Billboard, convirtiéndose en uno de los discos latinos más vendidos de los años 80. En 1987 confirma su ascenso con el álbum Voy pa' encima, del que se venden trescientos mil ejemplares en los Estados Unidos y Puerto Rico, hasta cruzar el Atlántico para sonar en España con el mundialmente conocido «Desnúdate Mujer», este álbum se convirtió en un éxito en las listas tropicales al igual que lo hizo el álbum anterior. Frankie es elegido artista del año 1987 por la revista Billboard en la categoría tropical/salsa (actualmente conocido como Tropical Songs y Tropical Albums). Un año más tarde, se publicó el álbum En vivo y... a todo color..!, disco en el que, para muchos críticos, comenzó a proyectar el escenario de desorden y desconcierto que albergaba la vida del artista por el uso del alcohol y las drogas. Para 1989 Frankie atraviesa un problema judicial que lo lleva a prisión, en ese mismo año y estando en la cárcel aparece el álbum Más grande que nunca, que llega a los niveles más altos en venta, con éxitos como «Deseándote», «Tú eres», «Me dejó», entre otros; también se llega a lograr doscientas mil copias vendidas del álbum En vivo y... a todo color..!. y canciones como «Me acostumbré», «Dile a él» y «Si te entregas a mí» se colocan como éxitos.

#### 1989-1992: problemas judiciales
En 1989, hubo una pausa forzosa en la vida y carrera de Frankie Ruiz al ser acusado de haber agredido a un auxiliar de vuelo, en un vuelo doméstico en los Estados Unidos, por esta acusación enfrentó un juicio y fue hallado culpable. No sabía que golpear a un auxiliar de vuelo era delito federal, por el cual podía ser acusado hasta de terrorismo, tras esto fue sentenciado a cuatro años de prisión en Tallahassee (Florida)  Paralelo a esto, su casa disquera Rodven records lanzó su nuevo álbum, Más grande que nunca, que contenía el éxito «Deseándote». El álbum alcanzó disco de platinum por sus ventas lo cual ayudó a mantener a su familia con las regalías. Mientras estaba en la cárcel, Frankie cumplió el proceso de desintoxicación. Frankie logró que su estadía en la cárcel no fuera tan larga haciendo que el juez determinara otra sentencia: que durmiera en hogares de paso y que en el día trabaje en cuestiones comunitarias, A él le fue permitido regresar a Puerto Rico, temporalmente donde él pudo volver a grabar con Vinny Urrutia..
Mientras se encontraba en la cárcel, Frankie se sometió a un proceso de desintoxicación y comenzó a cuidar su cuerpo levantando pesas y alimentándose de manera saludable.
Él también comenzó a dar clases de percusión a algunos de los internos. Más tarde se le permitió regresar a Puerto Rico, lo que le permitió hacer unas grabaciones. En marzo de 1992, se inició el proceso de liberación de Frankie, los meses finales de su sentencia los cumplió en un centro de tratamiento en Trujillo Alto, mientras que él comenzó a trabajar con Vinny Urrutia en su próxima producción. Sin embargo, en junio, fue devuelto a la prisión de Tallahassee aunque salió rápidamente. Acercándose a su liberación, Ruiz quería proyectar una imagen diferente y satisfacer a sus fanes.
En prisión creó un grupo de salsa llamado Salsipuedes. Debido a su gran fama y a la cantidad de latinos que se encontraban en prisión, fue reconocido.

Tengo una bandita en el penal. A muchos les he enseñado a tocar la percusión. Los días feriados nos reunimos. Me quieren mucho, es como si yo fuera un dios para ellos.
Frankie Ruiz sobre su agrupación musical creada en la cárcel.

#### 1992-1996: el regreso y años de gloria
Su contrato con TH-Rodven expiró durante su tiempo en prisión, pero por acuerdo de ambas partes, se amplió el contrato y Frankie volvió a firmar por la disquera. Su productor Vinny Urrutia completó los arreglos para una serie de canciones, incluyendo «Háblame», «Amor a medias», «Soy culpable», «Obsesión», «Sueño dormido», «Ella tiene que saber que es Ella», «Soledad» y «Nos sorprendió el amanecer», que serviría como base para el siguiente álbum de Ruiz.
El miércoles 29 de abril de 1992, salió de prisión e inmediatamente viajó al estudio de su productor Vinny Urrutia, V.U. Recordings Studios en Carolina, Puerto Rico. Dos meses después sale el álbum Mi Libertad, con canciones que relatan su estadía en prisión, este álbum cuenta con un gran contenido social, la dedicatoria del disco dice lo siguiente:

Dedico este disco a mi querida familia, a mi pueblo y muy especialmente a mi gente de adentro. A toda la juventud en general... debemos fijar metas en la vida y luchar con tesón para alcanzarlas, se presentarán obstáculos pero con nuestra mente bien clara y positiva lograremos salvarnos y continuar hacia adelante, no dejen que nada tronche sus vidas, a los que por una u otra razón no hallan tenido la oportunidad de desarrollarse como ciudadanos de provecho a la comunidad, les exhorto a superarse.
Piensa que hoy es tu día para luchar, vencer, reparar y amar.
Les quiere Frankie Ruiz
Dedicatoria de Frankie Ruiz en la contraportada del álbum Mi libertad.

El álbum Mi libertad acumuló una preventa de casi cincuenta mil unidades, con temas relacionados con su estadía en prisión. 
Las canciones promocionales del álbum, «Bailando» y «Mi libertad», alcanzaron la posición 10 en la lista de éxitos musicales de la revista Billboard en la categoría Hot Latin Songs; mientras que «Bailando» fue nominado en la categoría de canción tropical del año en el Premio Lo Nuestro de 1993. La compañía TH-Rodven le entregó un Disco de Platino a Frankie Ruiz por vender más de cien mil copias del álbum Mi libertad, superando a artistas como Sergio Vargas, Gilberto Santa Rosa, Xavier, Juan Luis Guerra, Jerry Rivera y Rey Ruiz.
En ese tiempo, Frankie expresó su interés en ayudar a la gente con problemas de drogas, ofreciendo conferencias en Hogares CREA , una cadena de centros de tratamiento de adicción a las drogas con sede en Puerto Rico. En 1993 se publicó Puerto Rico, soy tuyo, aquí se destacan los temas «Tú me vuelves loco», «Puerto Rico» y «Me faltas». 
Para 1994 sale Mirándote, los temas «Más allá de la piel», «No dudes de mí», «Tenerte», «La que me quita y no me da», «Obsesión», «Por haberte amado tanto» y «Mi fórmula de amor» lo devolvieron a las primeras posiciones de las listas latinas; «Mirándote» alcanzó la posición 1 en la lista de éxitos musicales Billboard en la categoría Tropical Songs.  Ya en 1995, Frankie realizó presentaciones en diversos países del mundo, pero una vez más comenzó a abusar de las drogas y el alcohol. El 14 de febrero de 1996, Frankie se presenta en el Madison Square Garden celebrando el Día de San Valentín. En ese mismo año, graba la canción «(I Can't Get No) Satisfaction» de los Rolling Stones en versión salsa para el disco La Rodven Machine Caliente y también publica el álbum Tranquilo donde obtuvo un nuevo reconocimiento en los Latin Music Awards de Billboard de 1997.

### Últimos años y fallecimiento (1996-1998)

#### 1996-1997: problemas de salud
Los problemas que tuvo con el alcohol y las drogas hicieron que su salud se viera afectada desde finales de 1996. Su hígado comenzó a sufrir problemas dando lugar a una hospitalización y posteriormente a un coma temporal, durante el cual sus cuerdas vocales se dañaron tras un proceso de intubación. Adelgazó y perdió sus energías por lo que tuvo que ser internado en diversos hospitales de Estados Unidos. En un principio Ruiz era incapaz de hablar y estaba preocupado por su carrera. El salsero mencionó en algunas entrevistas lo indignado que estaba al oír rumores acerca de su salud. 

Estoy bien disgustado. No sé por qué aquí a los artistas de la Isla (Puerto Rico), cuando pasa algo, no tratan de averiguar lo que pasó en verdad. Tuve problemas con el hígado. Eso lo sabe todo el mundo.
Frankie Ruiz en una entrevista (La Leyenda de un Sonero).

A inicios de 1997, Frankie deja de dar conciertos para hacerse cargo de su salud, ya en abril de ese año, Frankie asistió a la Conferencia de Música Latina y recibió un homenaje, allí se comprometió a enderezar su vida ante una multitud que lo vio en un estado de vulnerabilidad causada por sus problemas de salud.
En ese mismo año, la salud de Frankie siguió disminuyendo como producto de su estilo de vida, siendo diagnosticado con cirrosis hepática en avanzado estado, lo que trajo como consecuencia tres hospitalizaciones que se prolongaron durante meses y se extendieron a lo largo de agosto. Posteriormente, fue internado en un hospital de Miami por complicaciones pulmonares. Pero las cosas se complicaron y estuvo en un coma temporal, obligándolo a respirar con una máscara de oxígeno. A pesar de lo dicho por los médicos, Frankie se recuperó y se introdujo en la santería por recomendación de un amigo que le sugirió probarlo como una opción de cura a su salud.
Aunque se encontraba ligeramente recuperado, fue imposible realizar un trasplante de hígado o algo que pudiera salvar su vida, ya que su cuerpo no soportaría algún tipo de operación.
A mediados de 1997, los gerentes de Frankie le ofrecen presentarse nuevamente y en noviembre de ese año, aceptó formalmente cantar en un local de North Bergen, Nueva Jersey. Si bien, ahora poseía una voz más áspera, la actuación se consideró un éxito y pronto comenzó una gira en algunos clubes del Bronx. El resto del año siguió dando presentaciones con su orquesta y también al lado de Tommy Olivencia.
Para finales de noviembre y luego de una conversación con algunos amigos en donde se discutió el origen de la vida y otras cosas más, Frankie Ruiz se convirtió al cristianismo.

#### 1998: últimas grabaciones y fallecimiento
Ya en 1998, viajó a Puerto Rico para grabar un nuevo álbum con canciones que demostrarían su nueva vida entregada al cristianismo y temas de corte sensual (como los que lo lanzaron a la fama en años anteriores), pero solo llegó a grabar tres canciones, esto debido a la dificultad que tenía al cantar dada la afección pulmonar que comenzó a dañar su voz un año antes. Uno de los temas fue «Vuelvo a nacer» que apareció en el álbum Nacimiento y recuerdos. En ese mismo año, el cantante que ya era considerado hijo de la ciudad de Mayagüez, dirigió la orquesta de la producción musical de Viti Ruiz Una cara bonita. Aquí Frankie Ruiz canta brevemente al lado de su hermano en el tema homónimo. En ambos temas, su voz ya se encuentra cansada y no es la misma que logró el reconocimiento mundial en los años setenta, ochenta y noventa. El seguiría haciendo presentaciones con su orquesta y su hermano Viti Ruiz, las cuales contaban de un gran aforo debido al cariño que le tenían al cantante.
Su última aparición pública fue en el Madison Square Garden, el 11 de julio de 1998, en una presentación que comenzó a las 8:00 p. m. y acabó a las 3:00 a. m. Aquí estuvieron amigos como Viti Ruiz, Héctor Tricoche, Tito Nieves, Frankie Negrón, Los Hermanos Moreno, Los Hermanos Lebrón y más salseros conocidos, en este show Frankie recibió un homenaje y solo pudo cantar la primera estrofa del tema «Vuelvo a nacer», esta canción la terminó de interpretar su hermano Viti Ruiz.
Permaneció hospitalizado veinticinco días antes de su fallecimiento en el Sammy Davis Junior National Liver Institute, tras acudir a una cita médica dada la anemia que padecía y por la cual necesitó dos transfusiones sanguíneas. También recibió un tratamiento de vitaminas y estuvo en dieta, la salud del cantante ya se había deteriorado en los últimos días, aunque en algunos momentos parecía mejorar.
Desde entonces, comienza a correr el rumor de que Frankie había fallecido, pero él mismo salió a desmentirlo en varias ocasiones. Una emisora radial transmitió una entrevista en la que el cantante decía encontrarse bien:

Me siento muy bien, ya en un par de días estoy en mi casa de nuevo y muchas gracias a mi fanaticada. Le doy gracias a Jesucristo y no se preocupen que yo estoy de lo más bien.
Frankie Ruiz a una emisora radial de Nueva York para 1998.

La noche del lunes 3 de agosto, desde el University Hospital de Nueva Jersey, el cantante que hizo bailar a mucha gente del mundo, Frankie Ruiz se despide de su gente en un mensaje transmitido por una emisora de Puerto Rico:

Para mi Puerto Rico querido: Quiero hacerles saber que ustedes, mi Puerto Rico querido, han sido para mí una gran inspiración y que a pesar de ser como soy, los llevo en mi corazón. A mis panas, a mis amigos y a todos mis seres queridos, los quiero mucho. Les doy las gracias por todo el apoyo dado en toda mi carrera. Que todo Puerto Rico me ayudó a estar en la cima del éxito, que no hay palabras para expresar toda mi alegría y todo mi agradecimiento. Gracias a todos aquellos que me apoyaron en todo momento. Los quiero mucho. Suerte, que Dios los bendiga y a mi lindo Puerto Rico y a mi bella gente del barrio. Con ustedes me voy en el corazón y con ustedes queda mi música que es lo más que les pude dar. Gracias Puerto Rico. Con ustedes de corazón y que viva la salsa y que suene el timbal y no pare de sonar. Los quiero mucho. Hasta luego.
Frankie Ruiz a una emisora de Puerto Rico (La leyenda de un sonero).

El domingo 9 de agosto de 1998, fallece en el University Hospital de Newark, Nueva Jersey, a los 40 años de edad a consecuencia de la cirrosis hepática que le aquejaba desde hacía un tiempo. Su esposa Judith Ruiz contó en una entrevista que Frankie Ruiz estuvo rodeado de sus familiares y amigos al momento de su muerte, también mencionó que se fue en paz, murió tranquilo. 

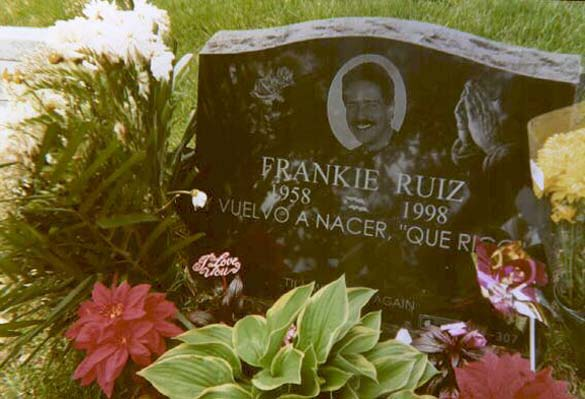
Tumba de Frankie Ruiz en el cementerio Fair Lawn Memorial de Paterson

Los restos del cantante fueron velados en privado en Paterson, Nueva Jersey, y luego fueron llevados a la funeraria Ortiz, en el Bronx, para que el público pudiera despedirse del cantante. El 14 de agosto, fue llevado a Puerto Rico. Miles de admiradores se congregaron en la Base Aérea Muñoz Marín de Isla Verde para escoltar al cortejo fúnebre hasta Mayagüez en medio de música, aplausos y gritos como ¡Seguirás siendo el mejor cantante!, ¡Eres el mejor! y ¡Frankie, siempre vivirás en nosotros! Al llegar, estuvo expuesto al público en la Funeraria Martínez del barrio Balboa y en la Casa Alcaldía. El velorio estuvo acompañado con la música en vivo de la Sonora Ponceña, Tommy Olivencia y La Primerísima, Raphy Leavitt y La Selecta, Paquito Guzmán, Tito Rojas, Ismael Miranda, Viti Ruiz, Orquesta La Solución y más artistas. Luego de los homenajes recibidos por parte de amigos, admiradores y altos cargos de Puerto Rico, el cuerpo fue devuelto a Paterson, Nueva Jersey, donde recibió cristiana sepultura la tarde del domingo 16 de agosto de 1998. Sus restos descansan en el Fair Lawn Memorial Cemetery, a pocos metros de su hermano Juanito Ruiz, fallecido en 1995
.

## Proyectos inconclusos
El álbum Que siga la fiesta estaba previsto para 1998 y hubiese contado con las canciones «Vuelvo a nacer» y «Que siga la fiesta», que salieron a la luz en 1998 y 2003 respectivamente. Las otras canciones que Frankie dejó sin grabar a causa de su fallecimiento fueron «Me rindo», «Hay que seguir pa' lante», «Locos como yo» y «Labios de púrpura», estos temas finalmente salieron en el año 2013, en el disco Huellas del salsero boricua Charlie Cruz, él mencionó en una entrevista sentirse emocionado tras recibir este proyecto. También explica que hay otras cuatro canciones inéditas, que posiblemente grabe Frankie Ruiz Jr. (hijo del recordado Papá de la Salsa), y que junto a las ya grabadas, estaba previsto a que se incluyeran en la producción que preparaba el mítico salsero antes de fallecer.
Otro proyecto que nunca pudo salir fue el disco homenaje a Héctor Lavoe. La compañía disquera y su productor Vicente «Vinny» Urrutia habían seleccionado los siguientes temas: «Piraña», «El todopoderoso», «Periódico de ayer», «Un amor de la calle», «El cantante», «Paraíso de dulzura», «Soñando despierto» y otras más que Frankie deseaba grabar en homenaje al artista con el que había compartido tarima en muchas ocasiones y consideraba como un hermano. Él tenía pensado sacar el disco de cara al año 2000 y contribuir a la salsa brava a poder colocarlos en los primeros lugares de popularidad. 

Tenemos que terminar este disco para después grabar el del difunto Héctor. Será un honor bien grande para mi porque ese fue mi hermanito. Cuando él era el número uno en Nueva York, yo era el primero en Puerto Rico. Cuando nos juntábamos, era como un mano a mano entre Puerto Rico y Nueva York. Yo quiero grabar los éxitos de Héctor pero a mi estilo. La salsa nunca muere. Nadie la va a tumbar. Es la música de nosotros. La salsa de monte adentro la tenemos nosotros, Hay muchos cantante mecánicos, pero la llave la tenemos los que somos callejeros. Nosotros somos los bravos.
Frankie Ruiz en referencia al disco homenaje a Héctor Lavoe (La leyenda de un sonero).

## Legado
| Frankie fue un tipo de buen corazón, chévere, con sus problemas que todo el mundo conoce y bastante humilde... El pegó a nivel mundial. Fuimos a presentarnos a Europa y Latinoamérica... Fue un ídolo entre los salseros. — Willie Sotelo, pianista y ex director musical de la orquesta de Frankie Ruiz entre 1985 y 1995. |

El legado dejado por Frankie Ruiz ha hecho que artistas de diversos géneros musicales, en especial la salsa y el reguetón, lo mencionen como una influencia musical. Artistas como Frankie Ruiz Jr., Jerry Rivera, Charlie Cruz, Alexis & Fido, Frankie Negrón, Julio Voltio, Wisin & Yandel, Melvin Martínez, Servando y Florentino son solo algunos artistas que han citado, en entrevistas o conciertos, a Frankie Ruiz como influencia musical. Sus éxitos musicales, imponente voz y carisma, dentro y fuera del escenario, han hecho posible que el recordado Papá de la Salsa se gane el cariño de la gente que sigue su música. 
Con el pasar de los años, Frankie Ruiz ha recibido homenajes por parte de la gente:
- El Palacio de Recreación y Deportes ubicado en Mayagüez, Puerto Rico, cuenta con una zona acústica exterior llamada Concha Acústica Frankie Ruiz.[45]
- El cantante Cheo Feliciano homenajeó a Frankie interpretando la canción «El camionero» para su álbum Una voz mil recuerdos de 1999.
- En el año 2000, aparece de manera póstuma en el álbum de estudio El terrorista de la lírica del rapero y reggaetonero Eddie Dee cantando los coros de la canción «Quiero», su voz fue sacada de la canción «Quiero llenarte» del álbum Voy pa' encima de 1987.
- El cantante puertorriqueño Jerry Rivera, lanzó el 2003 Canto a mi ídolo ... Frankie Ruiz, álbum que tiene en la portada a Frankie Ruiz acompañando a un joven Jerry Rivera de trece años, el mencionó en una entrevista, lo siguiente: «Yo estaba con mi papá en Isla Verde y él (Frankie Ruiz) se estaba presentando. Como todo muchacho travieso, terminé en el escenario con él. Hice unos coritos y me tomé una foto. Te juro que yo sentía como si hubiese tocado el cielo. Después, con los años hicimos Canto a mi ídolo...Frankie Ruiz».[46]
- En 2004, el cantante y músico canario Moise González dirigió y coprodujo con su Orquesta Son Iyá un homenaje al desaparecido cantante boricua, titulado "Va por ti Frankie".[47] Este álbum, bajo la producción ejecutiva de los hermanos Javier y Carlos Zerolo para el sello discográfico Sony Music, incluyó las voces de varios artistas, entre ellos Servando y Florentino, Luis Enrique, José Alberto "El Canario", Paquito Guzmán, Roberto Torres, Luisito Carrión, Tommy Olivencia, Tito Allen, Frankie Ruíz JR, Hansel, Lalo Rodríguez, Adalberto Santiago y Caco Senante.

- En el 2009, se organizó la gira Recordando al Papá de la Salsa: Frankie Ruiz, en la que participaron salseros como Viti Ruiz, Héctor Tricoche, Tito Rojas, Ray Sepúlveda, Charlie Cruz y Frankie Negrón.[48]
- Para el año 2012, se realizó en Puerto Rico y de manera póstuma el Día Nacional de la Salsa en homenaje a Frankie Ruiz.[49]
- El salsero boricua Charlie Cruz también rindió tributo, en el 2013, al interpretar, en su disco Huellas, cuatro temas inéditos, que estaban supuestos a salir en el último álbum de Frankie Ruiz, Que siga la fiesta, para 1998. El señaló en una entrevista: «Siempre ha sido mi inspiración y mi cantante favorito por muchos años. Es una bendición que me hayan presentado este proyecto».[50]
- Jerry Rivera y Julio Voltio interpretaron el tema Mi libertad y en un concierto mencionaron que fue un pequeño homenaje al artista que han seguido por mucho tiempo, en referencia a Ruiz.
- Frankie Ruiz Jr., hijo del recordado Papá de la Salsa, le sigue los pasos, ya que es cantante y en ocasiones realiza homenajes a su padre. También canta salsa.

## Discografía

### Álbumes de estudio

#### Con Charlie López
- 1971: Charlie López y La Orquesta Nueva

#### Con Orquesta La Solución
- 1979: Roberto Rivera y la Solución
 (reeditado como Frankie Ruiz y la Solución)[16]
- 1980: Orquesta La Solución

#### Con Tommy Olivencia
- 1981: Un triángulo de triunfo
- 1983: Cantan Frankie Ruiz y Carlos Alexis
- 1985: Celebrando otro aniversario

#### Como solista
- 1985: Solista... pero no solo
- 1987: Voy pa' encima
- 1988: En vivo y... a todo color..!
- 1989: Más grande que nunca
- 1992: Mi libertad
- 1993: Puerto Rico, soy tuyo
- 1994: Mirándote
- 1996: Tranquilo

### Álbumes especiales
Colaboraciones
- 1981: «Viajera» (con Tommy Olivencia), del álbum Primer concierto de la familia TH.
- 1983: «Que se mueran de envidia» (con Tommy Olivencia), del álbum Segundo concierto de la familia TH
- 1998: «Una cara bonita» (con Viti Ruiz), del álbum Una cara bonita.

Otras grabaciones
- 1996: «(I Can't Get No) Satisfaction» del álbum La Rodven Machine - Caliente
- 1998: «Vuelvo a nacer», del álbum recopilatorio Nacimiento y recuerdos.
- 2003: «Que siga la fiesta», del álbum recopilatorio Éxitos eternos.

### Álbumes en directo
En vivo
- 2000: Salsa Live, Vol. 1

### Álbumes recopilatorios
Compilaciones
- 1987: Historia musical de Frankie Ruiz
- 1992: La historia continúa
- 1992: Reencuentro
- 1995: Oro salsero: 20 éxitos Vol.1
- 1996: Oro salsero: 20 éxitos Vol.2
- 1996: Show (edición especial)
- 1997: Colección mi historia
- 1998: Nacimiento y recuerdos
- 1998: Serie 32
- 1999: La leyenda Frankie Ruiz
- 1999: Serie platino
- 2000: La sensación de Frankie Ruiz
- 2000: Leyendas de la salsa: Frankie Ruiz
- 2002: Edición limitada: Frankie Ruiz
- 2003: Éxitos eternos
- 2006: Pura salsa: Frankie Ruiz
- 2007: La historia... mis éxitos: Frankie Ruiz
- 2008: Frankie Ruiz: The Greatest Salsa Ever, Vol.1
- 2008: Frankie Ruiz: The Greatest Salsa Ever, Vol.2
- 2008: Serie cinco estrellas de oro: Frankie Ruiz
- 2008: El Papá de la Salsa
- 2012: Frankie Ruiz. Mi generación, los clásicos
- 2013: Frankie Ruiz. 25 éxitos

## Videografía

### DVD
- La leyenda Frankie Ruiz (1999)

### Videos musicales
- 1993: «Me faltas»
- 1994: «Mirándote»
- 1996: «Ironía»
- 1998: «Vuelvo a nacer»